# Бартоломей Маслянкевич

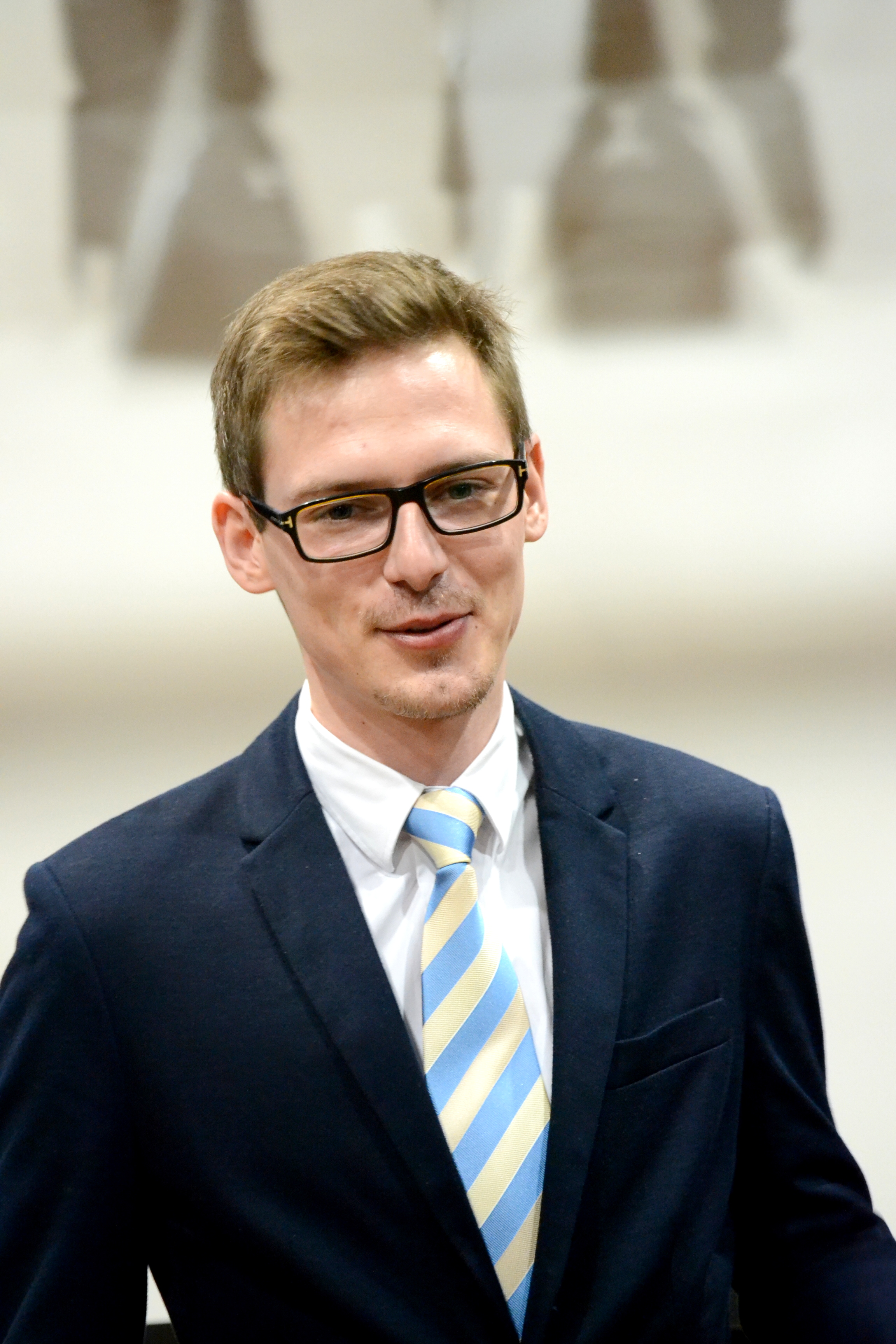
Бартоломей Маслянкевич, 2015 рік

Бартоломе́й Маслянке́вич, Бартек Маслянкевич (пол. Bartłomiej Maślankiewicz, *1985) — польський журналіст. Працював для телеканалу «Republika». Став відомий в Україні своїми репортажами під час подій на вулиці Грушевського. Відеорепортаж Бартоломея Маслянкевича та оператора Мартина Фонфари від 22 січня 2014 року на YouTube за шість днів переглянули близько 2 млн людей.

## З біографії
Народився 1985 року у Варшаві. Батько народився в Луцьку 1938 року, виїхав до Польщі.
Журналістом працює з 2003 року. На телебаченні — з 2011 року. Профільними темами Маслянкевича як журналіста, за його словами, є політика, економіка і «тепер уже війна».
В Україні репортажі Маслянкевича завоювали велику популярність, в українських ЗМІ підкреслюється насамперед сміливість журналіста. Натомість деякі польські колеги скептично оцінили журналістську роботу Маслянкевича, закидаючи йому надмірний ризик, непрофесіоналізм та аматорство. Водночас в Польщі звучали й прихильні коментарі. Зокрема в коментарі інформаційного порталу natemat.pl підкреслювалося, що журналісту вдалося передати атмосферу подій, і надто легко критикувати, перебуваючи за кількасот кілометрів від Києва й ні разу не побувавши в хмарах сльозогінного газу та під гумовими кулями й камінням.. На незалежному форумі польських публіцистів Salon24 було розміщено матеріал про Маслянкевича під заголовком «Бартоломей Маслянкевич — герой українського нету»

## Цитати
У своєму репортажі Маслянкевич підійшов до одного з Беркутівців й звернувся до нього зі словами:
Що ви робите?! Хочете когось убити?! Ви ж українці!